# Риц (коктейль)
«Риц Сайдкар» (англ. Ritz Sidecar) — один из самых дорогих коктейлей в мире; вариант коктейля Сайдкар.

## Описание
Классический коктейль был придуман во Франции в баре «Хэмингуэй» элитного парижского отеля Ritz. Основатель отеля господин Риц еще в начале прошлого века приказал служащим придерживаться исключительно классических канонов. Именно опираясь на них, бармены отеля смешивают ликер Cointreau, свежевыжатый лимонный сок и эксклюзивный коньяк 180-летней выдержки Ritz Reserve. Колин Филд, главный бармен отеля, подчеркивает: «Заказывая Ritz Sidecar, вы получаете возможность попробовать то, что более не существует». Все потому, что в состав фирменного коньяка входят редчайшие сорта винограда Франции, которые были уничтожены филлоксерой в 1860-х годах. Некоторые считают, что современные сорта, привитые на филлоксероустойчивые подвои, дают напитки более низкого качества. Сохранилось лишь несколько бутылок этого редкого коньяка.
В своё время этот коктейль был рекордсменом книги рекордов Гиннесса как самый дорогой коктейль в мире. Порция этого коктейля стоит 515 долларов (в баре «Хэмингуэй» отеля Риц). За последний десяток лет этот коктейль заказали менее ста раз.

## Ингредиенты
- 5/10 коньяка «Ritz Fine Champagne» 1865 года
- 3/10 ликёра Куантро
- 2/10  лимонного сока

## Сервировка
Коктейль подаётся холодным, без льда. Используется коктейльный бокал.